# Simon Duggan
Simon Duggan (Wellington, 13 maggio 1959) è un direttore della fotografia neozelandese.

## Biografia
Comincia lavorando nel mondo della pubblicità dopo gli studi superiori in Australia, prima di esordire al cinema con l'australiano The Interview (1998). Dirige poi la fotografia di svariati film di Alex Proyas, come Io, robot e Segnali dal futuro, coi quali si fa notare a Hollywood. Nel corso della sua carriera ha lavorato spesso con film ad alto tasso di effetti visivi. Ha ricevuto diversi premi e candidature per la fotografia de Il grande Gatsby (2013), il suo primo film girato in 3D, e La battaglia di Hacksaw Ridge (2016).

## Filmografia

### Cinema
- The Interview, regia di Craig Monahan (1998)
- Risk, regia di Alan White (2000)
- Garage Days, regia di Alex Proyas (2002)
- Io, robot (I, Robot), regia di Alex Proyas (2004)
- Underworld: Evolution, regia di Len Wiseman (2006)
- Die Hard - Vivere o morire (Live Free or Die Hard), regia di Len Wiseman (2007)
- La mummia - La tomba dell'Imperatore Dragone (The Mummy: Tomb of the Dragon Emperor), regia di Rob Cohen (2008)
- Restraint, regia di David Denneen (2008)
- Segnali dal futuro (Knowing), regia di Alex Proyas (2009)
- Killer Elite, regia di Gary McKendry (2011)
- Il grande Gatsby (The Great Gatsby), regia di Baz Luhrmann (2013)
- 300 - L'alba di un impero (300: Rise of an Empire), regia di Noam Murro (2014)
- Warcraft - L'inizio (Warcraft), regia di Duncan Jones (2016)
- La battaglia di Hacksaw Ridge (Hacksaw Ridge), regia di Mel Gibson (2016)
- Non è romantico? (Isn't It Romantic), regia di Todd Strauss-Schulson (2019)
- Come per disincanto - E vissero infelici e scontenti (Disenchanted), regia di Adam Shankman (2022)
- Furiosa: A Mad Max Saga, regia di George Miller (2024)
- L'esorcismo - Ultimo atto (The Exorcism), regia di Joshua John Miller (2024)

### Videoclip
- Babushka Boi – A$AP Rocky (2019)
- One Too Many – Keith Urban e Pink (2020)

## Riconoscimenti
- AACTA Awards
  - 1998 – Candidatura alla migliore fotografia per The Interview
  - 2014 – Migliore fotografia per Il grande Gatsby
  - 2016 – Migliore fotografia per La battaglia di Hacksaw Ridge
- Film Critics Circle of Australia
  - 1999 – Migliore fotografia per The Interview
  - 2014 – Migliore fotografia per Il grande Gatsby
  - 2017 – Migliore fotografia per La battaglia di Hacksaw Ridge
- Phoenix Film Critics Society
  - 2013 – Candidatura alla migliore fotografia per Il grande Gatsby
  - 2016 – Candidatura alla migliore fotografia per La battaglia di Hacksaw Ridge
- San Diego Film Critics Society
  - 2013 – Candidatura alla migliore fotografia per Il grande Gatsby
- Satellite Awards
  - 2017 – Candidatura alla migliore fotografia per La battaglia di Hacksaw Ridge
- St. Louis Film Critics Association
  - 2013 – Candidatura alla migliore fotografia per Il grande Gatsby
- Washington DC Area Film Critics Association
  - 2013 – Candidatura alla migliore fotografia per Il grande Gatsby